# Gamla män i nya bilar
Gamla män i nya bilar är en dansk action/komedi från 2002 i regi av Lasse Spang Olsen.

## Om filmen
Filmen är regisserad av Lasse Spang Olsen och är en fristående uppföljare till filmen I Kina käkar dom hundar. Handlingen kretsar kring kåkfararen Harald (Kim Bodnia) som blir frigiven från fängelset. Han söker upp sin fosterfar som är mycket sjuk. Fosterfaderns sista önskan är att träffa sin biologiske son Ludwig (Torkel Petersson) innan han dör. Problemet är bara att Ludwig sitter på Kumlaanstalten och Harald måste därför åka till Sverige för att åtgärda detta problem.  

## Rollerna (i urval)
- Kim Bodnia - Harald
- Nikolaj Lie Kaas - Martin
- Tomas Villum Jensen - Peter
- Brian Patterson - Vuk
- Torkel Petersson - Ludvig
- Iben Hjejle - Mille